# ثيران جويساندو

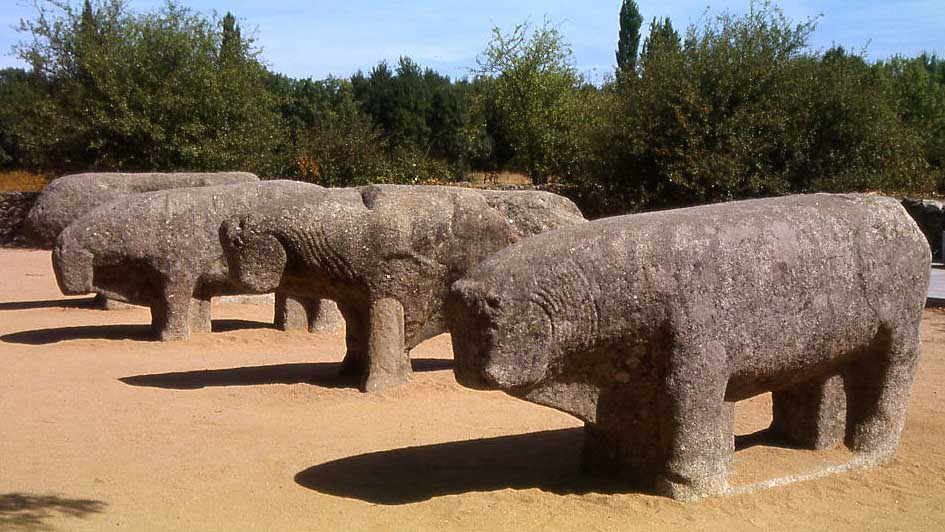

ثيران جويساندو هي منحوتات موجودة في تله جويساندو في بلدية إل تيمبلو في اسبانيا وعددها أربعة تمت صناعة المنحوتات من الجرانيت، توجد ثقوب أو مآخذ للقرون في رأس كل منحوتة مما يبرهن على إنها ثيران.

## معاهدة ثيران جويساندو
تمت معاهدة ثيران جويساندو بين هنري الرابع ملك قشتالة وأخته غير الشقيقة إيزابيلا من قشتالة في 18 سبتمبر 1468.